# Деловой этикет
Деловой этикет — совокупность правил и норм, общепринятых в деловой сфере и международном экономическом сотрудничестве, которые регламентируют нормы делового общения (порядок встреч и проводов делегаций, подписи документов, деловой переписки, проведения мероприятий). Одной из составляющих делового этикета является деловой протокол. Деловой протокол основан на дипломатическом протоколе и является совокупностью правил, традиций и условностей, соблюдаемых официальными лицами и представителями бизнес-сферы. 

## Понятие делового этикета
Источниками этикета принято считать нормы морали (этика), мифологию и религию, культурные традиции, а также социальную иерархию . В деловом этикете сочетаются некоторые правила воинского, светского и дипломатического этикета. Примечательно, что, в отличие от правил светского этикета, в деловом этикете привилегии не отдаются, основываясь на возрасте и поле человека. На первом месте в деловом этикете стоит приоритет субординации. 
Среди прочего, деловой этикет может подразумевать такие пункты, как: неразглашение конфиденциальной информации, пунктуальность и точность в исполнении обязанностей, соблюдение субординации, доброжелательность в общении.

## Коммуникация в деловом этикете
Джеффри Лич (англ. Geoffrey Leech) вывел принцип вежливости, способствующий успеху в процессе коммуникации. Этот принцип можно использовать как эталон отношений между собеседниками.
Теория принципа вежливости как ведущего принципа коммуникаций состоит из шести ма́ксим:
1. Ма́ксима такта – максима границ личной сферы. В идеале любой коммуникативный акт предусматривает определенную дистанцию. Не следует затрагивать потенциально опасных тем (частная жизнь, индивидуальные предпочтения).
2. Ма́ксима великодушия – успешный коммуникативный акт не должен нести дискомфорт участникам общения. Не следует связывать партнера обещаниями.
3. Ма́ксима одобрения – предполагает позитивность в оценке других. Если собеседники по-разному оценивают ситуацию, то реализовать коммуникативную стратегию будет непросто.
4. Ма́ксима скромности – позиция неприятия похвал в свой адрес. Подразумевает реалистическую, объективную самооценку. Установить контакт будет сложно в случае, если самооценка завышена или занижена.
5. Ма́ксима согласия – максима неоппозиционности. Предполагает уход от конфликта путем взаимной коррекции коммуникативных тактик собеседников с целью решить наиболее серьезную задачу – сохранение предмета взаимодействия.
6. Ма́ксима симпатии – позиция благожелательности. Создает благоприятный фон для перспективного предметного разговора. Неблагожелательность создает плохие условия для установления контакта. Определенную проблему создает так называемый «безучастный контакт», когда собеседники, не будучи врагами, не демонстрируют благожелательности по отношению друг к другу.[4]

## Визитная карточка
Различают персональные (деловые), корпоративные и именные визитные карточки.
Персональная (деловая) визитная карточка лично представляет ее владельца – на ней указываются его фамилия, имя, должность, название компании, номера рабочих телефонов, официальный или персональный сайт, а также адрес электронной почты.
Корпоративная визитная карточка представляет компанию, товар или услугу. По этой причине личные данные владельца визитки на ней не указываются. Вся дополнительная информация записывается на оборотной стороне в момент знакомства.
Именная визитная карточка содержит только фамилию, имя и отчество. Также она может содержать сведения о звании или ученой степени.
Семейная визитная карточка представляет собой разновидность именной. Она используется при знакомствах, отправке поздравлений друзьям семьи, прилагается к подаркам. Имя жены на такой визитной карточке ставится перед именем мужа.
Стандартные характеристики :
1. Примерно 90х50 мм (В зависимости от страны и предпочтений)
2. Полукартонная бумага
3. Горизонтальное написание
4. Характеризует человека/ фирму

Сокращения на визитных карточках.
Существуют принятые во всем мире сокращения, которые помещаются на посылаемых визитках, – они пишутся в левом нижнем углу карандашом, а не ручкой. Эти сокращения заимствованы из французского языка, и каждое из них имеет свое значение.
Самые распространенные из них :
- Р.Р. (рour présentation) — «для представления». Эту надпись делают с целью знакомства, рекомендации. Визитку с такой пометкой вкладывают в конверт с рекомендательным письмом.
- P.R. (рour remercier) — «с благодарностью». Визитка с этой надписью может заменить благодарственное письмо после получения подарков, оказания каких-либо услуг, а также после посещения приема.
- P.C. (рour condoléances) — «соболезнование». Такую визитную карточку можно отправить вместе с цветами, денежным вкладом или вместо письма по случаю смерти кого-либо из партнеров, его родственника или сотрудника, а также по поводу национального траура и других трагических событий.
- P.P.C. (pour prendre congé) — «по поводу прощания». Такая надпись уместна на визитке, отсылаемой для извещения об отъезде, если вы желаете попрощаться заочно, не имея возможности сделать это лично.
- P.F. (рour fête) — «к празднику». Визитная карточка с этой надписью может дополнить подарок, букет цветов, образец продукции, которые вы отсылаете по случаю какого-нибудь праздника. В том случае, если ваши отношения строго официальны, она может заменить поздравительную открытку.
- P.F.N.A. (рour fête Nouvel An) — «по случаю Нового года».

## Деловая переписка
В своей работе И.Р. Гальперин отмечает, что сложноподчиненные конструкции преобладают над сложносочиненными. Эта тенденция составления деловой документации сложилась исторически, поскольку одной из основных целей делового письма является стремление передать разнообразные смыслы и вариативные условия в рамках одного предложения .

### Обращения в документах
Основной формулой обращения в документах является: «Уважаемый господин (Уважаемая госпожа) + фамилия»
Например: «Уважаемый господин Иванов!», «Уважаемая госпожа Петрова!».
В некоторых случаях, например в письмах-претензиях, в обращении слово «уважаемый» может быть опущено: «Господин Тихонов!».
При обращении к группе лиц, например к руководителям организации или всему коллективу организации, используется обращение «Уважаемые господа!» или «Господа!». Это же обращение используется, когда неизвестны имена и должности получателей письма.
При обращении к должностным лицам органов власти, депутатам, президентам (председателям) обществ, компаний, фирм, а также к духовным лицам различных вероисповеданий принято обращение с указанием должности без фамилии.
В письмах-поздравлениях, приглашениях, извещениях разрешено обращаться по имени и отчеству: «Уважаемый Евгений Александрович!». При обращении возможна постановка как восклицательного знака, так и запятой, но рекомендуется соблюдать единообразие. В случае если после обращения стоит запятая, текст письма начинается со строчной буквы, если восклицательный знак – с прописной.

### Обращения в переписке с зарубежными адресатами
За рубежом обращение является обязательным элементом служебного письма. Отсутствие обращения считается нарушением норм делового этикета. В переписке с зарубежными корреспондентами обращение формулируется в соответствии с традициями страны назначения, статусом и уровнем взаимоотношений должностных лиц. В персональных обращениях имя (инициал имени) адресата обычно опускается, остается только фамилия.

### Заключительные формулы вежливости
В качестве заключения можно использовать следующие фразы: «С уважением», «С глубоким уважением», «Наилучшие пожелания».

## Внешний вид
Деловой этикет предъявляет особые требования к внешнему виду. Во многих крупных корпорациях, особенно западных, в контракте детально оговаривается, как должен быть одет сотрудник. Согласно британскому социальному антропологу Кейт Фокс (Kate Fox), одежда выполняет несколько функций: согревать и защищать от атмосферных воздействий; является указателем половых различий; показывает принадлежность к определенной категории общества .

### Деловая одежда
Классика делового жанра – традиционный деловой костюм. Классический костюм претерпел некоторые изменения, приобрел новые детали и модные линии, но в целом остается неизменным на протяжении почти двухсот лет. Оптимальный основной тон для делового костюма – серый и вся серая гамма (серо-синий, серо-коричневый, серо-кофейный, серо-бордовый, серо-оливковый, серо-бежевый, серо-зеленый). .

### Аксессуары
Аксессуары в деловом стиле довольно сдержанны и функциональны. Именно классические украшения позволяют правильно расставить акценты в своем образе. Обязательная деталь – часы. Если у делового человека нет часов или они не соответствуют деловому стилю (слишком маленькие, большие, электронные, перегруженные украшениями), это может означать, что у него сложные отношения со временем. Стоит помнить, что время – один из самых ценных ресурсов в бизнесе.

### Детали образа
Основной принцип в макияже деловой женщины – умеренность. Четкий акцент – на глаза или губы – позволит подчеркнуть выразительность лица и мимики. Предпочтительны также профессиональная стрижка и качественная укладка, как для женщин, так и для мужчин. Мужчинам стоит иметь в виду, что борода и усы производят неоднозначное впечатление.
Исследователи в области психологии восприятия и стилисты утверждают: гладко выбритое лицо и кожа без дефектов производят наилучшее впечатление.
При выборе аромата важно чувство меры. Восприятие запахов – это строго индивидуальный процесс.

### Виды дресс-кода
На приглашениях на различные официальные и неофициальные мероприятия можно встретить указание на дресс-код, то есть форму одежды. Обычно, дресс-код формулируется одним-двумя словами в самом конце приглашения на мероприятие. Наиболее часто используемые дресс-коды:
White tie («Белый галстук») — черный фрак с белым галстуком-бабочкой. Этот дресс-код ставится в самых торжественных случаях, на приглашениях VIP-класса. Приглашенные обязаны появляться на них во фраке с белым жилетом и белым галстуком-бабочкой. Манишка белой фрачной рубашки должна быть жестко накрахмалена. Черные лаковые туфли и карманные часы завершают этот наряд. Фрак используется не во всех странах, но в ряде государств (в Швеции, Великобритании, Франции, Австрии) фрак признается официальной одеждой для посещения приема. Дамы на торжественном приеме должны появляться в длинных вечерних платьях, непременно в чулках, в длинных перчатках до локтя и с настоящими драгоценностями. Открытые сверху платья, нередко со шлейфом, дополняют палантином из дорогого меха. 
Black tie («Черный галстук»), Tuxedo («Смокинг»), Dinner jacket. На русский язык все эти выражения переводятся как «мужчины – в смокингах, дамы – в вечернем». В разных странах этот дресс-код называется по-разному, но всегда обозначает одно и то же: вы должны быть в смокинге. В России формой торжественной одежды считается именно смокинг. Брюки под смокинг, независимо от его цвета, выбирают всегда либо черные, либо темно-синие. Смокинг сопровождает галстук-бабочка черного цвета и кушак, складки которого должны быть заложены вверх (белый кушак к белому смокингу, черный – к черному). Туфли полагается обувать черные, но ни в коем случае не лаковые. Под обувь следует надеть черные носки до колен, лучше всего шелковые. Дама обязательно должна быть в вечернем платье. 
Formal — этот дресс-код используется в приглашениях на свадьбы, юбилеи, национальные праздники: мужчины надевают обычный классический костюм – темно-синий в едва заметную полоску, темно-серый, реже – черный. Официальный костюм может быть только одноцветным. На мероприятиях, начинающихся раньше 19 часов, допустим светлый костюм. Сегодня в качестве аксессуара часто используется платок в нагрудном кармане пиджака. Платок должен быть того же качества, что и галстук, и соответствовать ему по цвету. Рекомендуется обувать черные классические шнурованные полуботинки. Носки – только черные, высокие.
Аfter 5 (А5) («После 17 часов»). В некоторых странах этот дресс-код предписывает даже количество пуговиц на жилете, форму и материал туфель. На престижные ипподромы, например, надевают поплиновую сорочку, жемчужно-серый жилет с пятью пуговицами, однотонный галстук, жакет из шерстяной фланели и брюки со стрелкой. 
Casual dress (Cd) («Обычная одежда»). Если на приглашении стоит этот код, подразумевается, что прийти можно в любой одежде, но, при этом стоит учитывать на какое именно мероприятие вы идете. Если вас приглашают отдохнуть на неформальной вечеринке, такой дресс-код, скорее всего, будет означать, что вы не должны беспокоиться по поводу формы одежды.

## Критика
Важно понимать, что современный этикет наследует обычаи практически всех народов. В  своей основе эти правила поведения являются всеобщими, поскольку они соблюдаются представителями самых разных социально-политических систем, существующих в современном мире.
Каждая страна вносит в этикет свои поправки и дополнения, обусловленные спецификой ее исторического развития, общественным строем, национальными традициями и обычаями. Без соблюдения этих норм невозможны политические, экономические, культурные отношения. Знание правил делового этикета, принятых в других странах, помогает избежать ошибок и неприятных ситуаций при налаживании деловых контактов, в то время как пренебрежение национальными нормами и традициями может привести к разрыву деловых отношений после первого же рукопожатия.